# Hugh Auchincloss Steers
Hugh Auchincloss Steers (Washington, 12 giugno 1962 – New York, 1º marzo 1995) è stato un pittore statunitense.

## Biografia
Hugh Auchincloss Steers nacque a Washington nel 1962. Il padre, Newton Ivan Steers Jr., è stato un deputato repubblicano per il Maryland, mentre sua madre, Nina Gore Auchincloss, era la figlia dell'agente di cambio e avvocato Hugh D. Auchincloss, sorellastra minore dello scrittore Gore Vidal nonché sorellastra di Jacqueline Kennedy Onassis.. Inoltre era imparentato con Aaron Burr, terzo Vicepresidente degli Stati Uniti d'America. Steers aveva due fratelli, Ivan e il regista Burr Steers.
Dopo la laurea a Yale nel 1985, studiò arte alla Skowhegan School of Painting and Sculputre, diplomandosi nel 1991. Due anni prima, nel 1989, ottenne la fellowship della Pollock-Krasner Foundation ed ebbe la sua prima mostra. Il tuo stile espressionistico ma con tinte oniriche ottenne vasti apprezzamenti di critica e la sua produzione era concertata prevalentemente su tematiche omoerotiche e sulla crisi dell'AIDS.
Dichiaratamente gay, morì di AIDS nel 1993 all'età di trentadue anni.